# ريفر فورست (إلينوي)
ريفر فورست (بالإنجليزية: River Forest)‏ هي قرية تقع في الولايات المتحدة في إلينوي. يقدر عدد سكانها بـ 11,172 نسمة .

## الموقع الجغرافي
الموقع الجغرافي للمناطق المحيطة بهذه النقطة هو كالتالي:

## أعلام
- كيفن ميرفي
- لين كوبر هارفي
- داني تايلر
- والتر د. غراهام